# Gianni Mascolo
Gianni Mascolo, (n. 3 noiembrie 1940, Milano, Regatul Italiei – d. 21 decembrie 2016, Londra, Anglia, Regatul Unit) a fost un cântăreț italian.
A participat la Festivalul de la Sanremo din 1965 în echipă cu Dusty Springfield cu cântecul „Di fronte all'amore”, scris de Umberto Bindi. În 1968 a reprezentat Elveția la Concursul Muzical Eurovision cu lucrarea „Guardando il sole”, ocupând locul 13.